# Liste der Naturdenkmale im Landkreis Holzminden
Die Liste der Naturdenkmale im Landkreis Holzminden enthält die Naturdenkmale im Landkreis Holzminden in Niedersachsen.
Am 31. Dezember 2016 gab es im Verzeichnis des Landkreises Holzminden insgesamt 127 Naturdenkmale im Zuständigkeitsbereich der unteren Naturschutzbehörde.

## Samtgemeinde Bevern
In der Samtgemeinde Bevern sind 12 Naturdenkmale verzeichnet.
| Bild            | Bezeichnung             | Ort, Lage | Beschreibung | Schutzzweck                        | Nummer     |
| --------------- | ----------------------- | --- | ------------ | ---------------------------------- | ---------- |
| BW              | 6 Eiben                 | Bevern Dölme An den Klippen des Breitestein zwischen Dölme und Rühle (51° 55′ 20,6″ N, 9° 29′ 27,6″ O)                                                     |              | Seltenheit                         | ND-HOL 045 |
| BW              | 2 Ulmen                 | Bevern nordwestlich von Bevern am Ostufer des Beverbaches (51° 51′ 26,6″ N, 9° 29′ 38,9″ O)                                                                |              | Seltenheit, Eigenart und Schönheit | ND-HOL 048 |
| BW              | Friedenseiche           | Golmbach nördlich des Warbsener Friedhofes am Pagenrücken (51° 53′ 53,9″ N, 9° 31′ 18,8″ O)                                                                |              | Eigenart und Schönheit             | ND-HOL 112 |
| Fotos hochladen | Linde                   | Negenborn Amelungsborn, südwestlich der Klosterkirche auf einer hügelförmigen Geländeerhebung (51° 53′ 41″ N, 9° 35′ 34,4″ O)                              |              | Seltenheit, Eigenart und Schönheit | ND-HOL 140 |
| BW              | Wacholder-/Trockenrasen | Golmbach ca. 1,5 km südwestlich von Warbsen am Nordhang des Burgberges (51° 53′ 2,8″ N, 9° 30′ 29,9″ O)                                                    |              | Seltenheit, Eigenart und Schönheit | ND-HOL 163 |
| BW              | Linde                   | Bevern Reileifzen unmittelbar nördlich vor dem Haus „Lange Straße 17“ (51° 51′ 26,6″ N, 9° 29′ 38,9″ O)                                                    |              | Eigenart und Schönheit             | ND-HOL 174 |
| BW              | Eiche                   | Bevern nordöstlich der evangelischen Kirche, unmittelbar an der Einmündung der Forster Straße in die Holzmindener Straße (51° 51′ 26,6″ N, 9° 29′ 38,9″ O) |              | Eigenart und Schönheit             | ND-HOL 175 |
| BW              | 2 Linden                | Bevern Lütgenade rechts und links der Hofeinfahrt „Reileifzer Straße 2“ (51° 53′ 55,5″ N, 9° 30′ 22,9″ O)                                                  |              | Eigenart und Schönheit             | ND-HOL 176 |
| BW              | Eiche                   | Bevern Lütgenade nordöstlich von Lütgenade am Waldrand des Hangberges neben einem Fahrweg (51° 54′ 24,3″ N, 9° 29′ 51″ O)                                  |              | Eigenart und Schönheit             | ND-HOL 177 |
| BW              | Eiche                   | Bevern Dölme südöstlich von Dölme im Heßsiek neben dem Zugang zum Wasserbehälter (51° 55′ 10,9″ N, 9° 28′ 21,4″ O)                                         |              | Eigenart und Schönheit             | ND-HOL 178 |
| BW              | Pyramideneiche          | Negenborn Klostergut Amelungsborn, neben der südöstlichen Wohnhausecke (51° 53′ 47,7″ N, 9° 35′ 36,3″ O)                                                   |              | Eigenart und Schönheit             | ND-HOL 181 |
| BW              | Elsbeere                | Bevern Dölme 2 km südöstlich von Dölme, gegenüber Pegestorf direkt oberhalb der Breitesteinklippe (51° 55′ 19,2″ N, 9° 29′ 27,6″ O)                        |              | Seltenheit                         | ND-HOL 200 |

## Samtgemeinde Bodenwerder-Polle
Die Samtgemeinde Bodenwerder-Polle entstand 2010 durch den Zusammenschluss der Samtgemeinde Bodenwerder und der Samtgemeinde Polle. In Bodenwerder-Polle sind 32 Naturdenkmale verzeichnet, davon 19 im Gebiet der früheren Samtgemeinde Bodenwerder und 13 im Gebiet der früheren Samtgemeinde Polle.

### Bodenwerder
| Bild            | Bezeichnung   | Ort, Lage | Beschreibung | Schutzzweck                        | Nummer     |
| --------------- | ------------- | --- | ------------ | ---------------------------------- | ---------- |
| BW              | Alte Eiche    | Hehlen ca. 600 m südlich des Vorwerks Ovelgönne an der Quelle des Eichelbachs (51° 57′ 30,2″ N, 9° 26′ 35,5″ O)                                                   |              | Seltenheit, Eigenart und Schönheit | ND-HOL 028 |
| Fotos hochladen | Dicke Eiche   | Bodenwerder Linse auf einem Grünstreifen zwischen der Gemeindestraße „In der Masch“ und dem Spülichbach gegenüber dem Haus Nr. 5 (51° 59′ 1,5″ N, 9° 32′ 26,9″ O) |              | Seltenheit, Eigenart und Schönheit | ND-HOL 031 |
| Fotos hochladen | Linde         | Brökeln Ortsmitte, südlich der Einmündung der K12 (Kemnader Straße) in die K11 (Hehlener Straße) (51° 57′ 27,1″ N, 9° 28′ 18,5″ O)                                |              | Eigenart und Schönheit             | ND-HOL 052 |
| BW              | Brokmannesche | Halle unterhalb des Ithkammes, nordöstlich von Bremke (52° 2′ 23,6″ N, 9° 34′ 14,9″ O)                                                                            |              | Seltenheit                         | ND-HOL 057 |
| Fotos hochladen | 2 Eichen      | Bodenwerder Sahlfeldstraße 10 an der Böschungskante zur Weser und Sahlfeldstraße 12 an der Böschungskante zur Weser (51° 58′ 22,9″ N, 9° 30′ 55,3″ O)             |              | Eigenart und Schönheit             | ND-HOL 060 |
| Fotos hochladen | 4 Pappeln     | Bodenwerder Linse am linken Ufer der Lenne zwischen Linse und Buchhagen. Flächengröße 0,34 ha (51° 58′ 51,6″ N, 9° 32′ 35,9″ O)                                   |              | Seltenheit und Schönheit           | ND-HOL 067 |
| BW              | 5 Eichen      | Kirchbrak südwestlich von Kirchbrak direkt neben der Kreisstraße 23. Flächengröße 0,11 ha (51° 57′ 20″ N, 9° 33′ 26,6″ O)                                         |              | Seltenheit, Eigenart und Schönheit | ND-HOL 068 |
| BW              | Eiche         | Kirchbrak südlich von Westerbrak, südwestlich von Kirchbrak, an einer Wegekreuzung (51° 57′ 43,3″ N, 9° 33′ 39,3″ O)                                              |              | Eigenart und Schönheit             | ND-HOL 069 |
| BW              | Ulme          | Halle Wegensen am südlichen Ortseingang von Wegensen auf einer Verkehrsinsel (52° 0′ 18,1″ N, 9° 33′ 13,5″ O)                                                     |              | Seltenheit, Eigenart und Schönheit | ND-HOL 093 |
| BW              | Kastanie      | Halle Bremke südlich von Bremke, nördlich von Wegensen, direkt neben der Hochspannungsleitung (52° 1′ 9,6″ N, 9° 33′ 7,8″ O)                                      |              | Eigenart und Schönheit             | ND-HOL 094 |
| Fotos hochladen | Kastanie      | Bodenwerder an der Böschung der östlichen Weserpromenade, ca. 80 m nördlich der alten Weserbrücke (51° 58′ 29,3″ N, 9° 31′ 2,6″ O)                                |              | Eigenart und Schönheit             | ND-HOL 141 |
| BW              | Eiche         | Kirchbrak ca. 500 m südöstlich von Breitenkamp auf dem Wendenbrink (51° 56′ 39,2″ N, 9° 33′ 11,4″ O)                                                              |              | Eigenart und Schönheit             | ND-HOL 167 |
| BW              | Eiche         | Hehlen im Ernestinental direkt am Eichelbach, ca. 160 m westlich der Einmündung der K38 in die K11 (51° 57′ 27,1″ N, 9° 28′ 18,5″ O)                              |              | Eigenart und Schönheit             | ND-HOL 171 |
| Fotos hochladen | Kastanie      | Rühle am rechten Weserufer zwischen Rühle und Bodenwerder direkt gegenüber der ehemaligen Gaststätte Lichtensruh (51° 56′ 57,6″ N, 9° 30′ 16,9″ O)                |              | Eigenart und Schönheit             | ND-HOL 179 |
| BW              | Eiche         | Kirchbrak im Vogler zwischen Rühle, Holenberg und Golmbach am unteren Fahrweg an der Abzweigung nach Golmbach (51° 55′ 12″ N, 9° 33′ 17,3″ O)                     |              | Eigenart und Schönheit             | ND-HOL 185 |
| BW              | Linde         | Kirchbrak Westerbrak, im Innenhof des Gutshofes von Grone (51° 58′ 3,9″ N, 9° 33′ 37,8″ O)                                                                        |              | Seltenheit, Eigenart und Schönheit | ND-HOL 186 |
| BW              | Linde         | Kirchbrak Heinrichshagen, Ortsmitte direkt an der Kreisstraße 23 vor dem Wohnhaus Heinrichshagen 3 (51° 56′ 39,7″ N, 9° 34′ 0,6″ O)                               |              | Eigenart und Schönheit             | ND-HOL 197 |
| Fotos hochladen | Linde         | Bodenwerder Linse ca. 400 m südlich von Linse und ca. 150 m südlich der K17 am Voglerrand in einem kleinen Grünlandtal (51° 58′ 48,4″ N, 9° 32′ 17,6″ O)          |              | Eigenart und Schönheit             | ND-HOL 206 |
| BW              | Eiche         | Halle ca. 500 m nordwestlich von Bremke auf dem Hofgrundstück Welliehausen östlich des Wohnhauses (52° 2′ 4,9″ N, 9° 32′ 56,8″ O)                                 |              | Eigenart und Schönheit             | ND-HOL 207 |

### Polle
| Bild | Bezeichnung | Ort, Lage | Beschreibung | Schutzzweck                                                                           | Nummer     |
| ---- | ----------- | --- | ------------ | ------------------------------------------------------------------------------------- | ---------- |
| BW   | Dicke Eiche | Ottenstein westlich von Ottenstein an der Einmündung der Kreisstraße 40 in die Landesstraße 428 (51° 56′ 43,1″ N, 9° 24′ 0,7″ O)                     |              | Eigenart und Schönheit                                                                | ND-HOL 030 |
| BW   | 2 Eichen    | Brevörde westlich von Brevörde, südlich der B83 an der Hangkante zur Weser (51° 54′ 43,9″ N, 9° 25′ 39,2″ O)                                         |              | Eigenart und Schönheit                                                                | ND-HOL 148 |
| BW   | Eiche       | Brevörde südlich der Kirche an der B83 (51° 54′ 43,9″ N, 9° 25′ 39,2″ O)                                                                             |              | Seltenheit, Eigenart und Schönheit                                                    | ND-HOL 149 |
| BW   | Linde       | Heinsen vor den Häusern Weserstraße 7 und 8 unmittelbar an einer neuen Brunnenanlage (51° 53′ 5,4″ N, 9° 26′ 2,6″ O)                                 |              | Eigenart und Schönheit                                                                | ND-HOL 150 |
| BW   | Linde       | Vahlbruch südöstlich der Kirche, vor dem Haus „An der Kirche 19“ (51° 55′ 14,4″ N, 9° 20′ 29,5″ O)                                                   |              | Eigenart und Schönheit                                                                | ND-HOL 154 |
| BW   | Eiche       | Vahlbruch Schulstraße 4 rechts der Hofzufahrt ca. 10 m vom Wohnhaus entfernt (51° 55′ 14″ N, 9° 20′ 23,1″ O)                                         |              | Eigenart und Schönheit                                                                | ND-HOL 157 |
| BW   | 2 Linden    | Vahlbruch Vahlbruch, Untere Straße 5 rechts und links der Hofzufahrt (51° 55′ 15,4″ N, 9° 20′ 23,3″ O)                                               |              | Eigenart und Schönheit                                                                | D-HOL 158  |
| BW   | Dicke Buche | Heinsen ca. 2,4 km südsüdöstlich von Heinsen im geschlossenen Waldbestand, ca. 400 m nordwestlich der Kaiserklippe (51° 51′ 52,6″ N, 9° 26′ 56,4″ O) |              | Seltenheit, Eigenart und Schönheit                                                    | D-HOL 160  |
| BW   | Linde       | Ottenstein mitten auf dem Friedhof an der Hattenser Kirche (51° 57′ 26,3″ N, 9° 24′ 27,1″ O)                                                         |              | Bedeutung für Wissenschaft, Natur und Heimatkunde; Seltenheit, Eigenart und Schönheit | ND-HOL 173 |
| BW   | Linde       | Polle ca. 120 m nordwestlich des Poller Tennisplatzes, westlich der B83 an einem Steilhang im Wald (51° 54′ 11,3″ N, 9° 24′ 24,4″ O)                 |              | Eigenart und Schönheit                                                                | ND-HOL 199 |
| BW   | Linde       | Brevörde Grave nördlich von Grave am linken Weserufer im Grünland (51° 55′ 5,7″ N, 9° 27′ 39″ O)                                                     |              | Eigenart und Schönheit                                                                | ND-HOL 203 |
| BW   | Eiche       | Heinsen Hofgrundstück Dangenstraße 4, direkt neben der Straße (51° 53′ 2,5″ N, 9° 26′ 18,2″ O)                                                       |              | Eigenart und Schönheit                                                                | ND-HOL 205 |
| BW   | Eiche       | Polle südlich der Kirche (51° 54′ 0,4″ N, 9° 24′ 19,2″ O)                                                                                            |              | Eigenart und Schönheit                                                                | ND-HOL 208 |

## Samtgemeinde Boffzen
In der Samtgemeinde Boffzen sind 6 Naturdenkmale verzeichnet.
| Bild            | Bezeichnung        | Ort, Lage | Beschreibung | Schutzzweck                        | Nummer     |
| --------------- | ------------------ | --- | ------------ | ---------------------------------- | ---------- |
| BW              | zweistämmige Eiche | gemeindefreies Gebiet südöstlich vom Steinkrug an einem Seitenweg nördlich des Forstweges Hammeltrift (51° 45′ 42,8″ N, 9° 26′ 42″ O)                            |              | Seltenheit, Eigenart und Schönheit | ND-HOL 055 |
| Fotos hochladen | Linde              | Fürstenberg im nördlichen Grundstücksbereich Schlossgarten 1 (51° 43′ 47,6″ N, 9° 23′ 58,2″ O)                                                                   |              | Eigenart und Schönheit             | ND-HOL 190 |
| BW              | Blutbuche          | Boffzen mitten auf dem Friedhof am südlichen Ortsrand (51° 44′ 37,2″ N, 9° 23′ 8,5″ O)                                                                           |              | Eigenart und Schönheit             | ND-HOL 195 |
| Fotos hochladen | Eiche              | Lauenförde Friedhof Lauenförde westlich des Hauptzugangsweges von der Bahnhofstraße (51° 39′ 40,4″ N, 9° 23′ 0″ O)                                               |              | Eigenart und Schönheit             | ND-HOL 198 |
| BW              | Eiche              | Derental ca. 2,5 km südsüdwestlich von Neuhaus, ca. 35 m östlich des Derentaler Weges im Grünland neben der Hochspannungstrasse (51° 43′ 41,8″ N, 9° 30′ 4,8″ O) |              | Eigenart und Schönheit             | ND-HOL 202 |
| BW              | Eiche              | Boffzen südlich von Boffzen „Am Kathagen“, westlich der stillgelegten Bahnstrecke im Grünland (51° 44′ 18,6″ N, 9° 22′ 58,6″ O)                                  |              | Eigenart und Schönheit             | ND-HOL 210 |

## Delligsen
Im Flecken Delligsen sind 3 Naturdenkmale verzeichnet.
| Bild            | Bezeichnung    | Ort, Lage | Beschreibung | Schutzzweck                        | Nummer     |
| --------------- | -------------- | --- | ------------ | ---------------------------------- | ---------- |
| BW              | 2 Eichen       | Varrigsen südwestlicher Ortsrand von Varrigsen, nordwestlich des Wasserhochbehälters (51° 55′ 14″ N, 9° 50′ 3,3″ O)                                   |              | Eigenart und Schönheit             | ND-HOL 164 |
| Fotos hochladen | Pyramideneiche | Delligsen Grundstück „Dr. Jasper-Straße 20“, neben der Garage (Zufahrt von der Straße „Hochofen“) (51° 56′ 23,3″ N, 9° 48′ 38,8″ O)                   |              | Seltenheit und Schönheit           |            |
| BW              | 2 Hainbuchen   | Ammensen ca. 1,0 km nordwestlich von Ammensen am Osthang des Ziegenberges im Grünland, ca. 270 m südwestlich der B3 (51° 54′ 52,2″ N, 9° 50′ 28,7″ O) |              | Seltenheit, Eigenart und Schönheit | ND-HOL 191 |

## Samtgemeinde Eschershausen-Stadtoldendorf
Die Samtgemeinde Eschershausen-Stadtoldendorf entstand 2011 durch den Zusammenschluss der Samtgemeinde Eschershausen und der Samtgemeinde Stadtoldendorf. In Eschershausen-Stadtoldendorf sind 58 Naturdenkmale verzeichnet, davon 35 im Gebiet der früheren Samtgemeinde Eschershausen und 23 im Gebiet der früheren Samtgemeinde Stadtoldendorf.

### Eschershausen
| Bild            | Bezeichnung                       | Ort, Lage | Beschreibung | Schutzzweck                                       | Nummer     |
| --------------- | --------------------------------- | --- | --- | ------------------------------------------------- | ---------- |
| BW              | Pfaffenstein                      | Lüerdissen unterhalb des Ithkammes, östlich von Dielmissen, nordöstlich von Lüerdissen (51° 58′ 11,4″ N, 9° 38′ 18,4″ O)                                                                                 | Klippe | Bedeutung für Wissenschaft, Natur und Heimatkunde | ND-HOL 004 |
| BW              | Falkenhorst/Harderturm            | Lüerdissen unterhalb des Ithkammes, östlich von Dielmissen, nordöstlich von Lüerdissen (51° 58′ 9,2″ N, 9° 38′ 22″ O)                                                                                    | Klippe | Bedeutung für Wissenschaft, Natur und Heimatkunde | ND-HOL 005 |
| BW              | Wilhelm-Raabe-Klippe              | Lüerdissen unterhalb des Ithkammes, südöstlich von Dielmissen, nordöstlich von Lüerdissen (51° 58′ 7,5″ N, 9° 38′ 22,8″ O)                                                                               | Klippe | Bedeutung für Wissenschaft, Natur und Heimatkunde | ND-HOL 006 |
| BW              | Pilzstein                         | Lüerdissen unterhalb des Ithkammes, südöstlich von Dielmissen, nordöstlich von Lüerdissen (51° 58′ 5,2″ N, 9° 38′ 25,1″ O)                                                                               | Klippe | Bedeutung für Wissenschaft, Natur und Heimatkunde | ND-HOL 007 |
| BW              | Teufelstrichter                   | Lüerdissen unterhalb des Ithkammes, südöstlich von Dielmissen, nordöstlich von Lüerdissen (51° 58′ 3″ N, 9° 38′ 27,2″ O)                                                                                 | Klippe | Bedeutung für Wissenschaft, Natur und Heimatkunde | ND-HOL 008 |
| BW              | Kamelskopf                        | Lüerdissen unterhalb des Ithkammes, südöstlich von Dielmissen, nordöstlich von Lüerdissen (51° 57′ 59,8″ N, 9° 38′ 29,8″ O)                                                                              | Klippe | Bedeutung für Wissenschaft, Natur und Heimatkunde | ND-HOL 009 |
| BW              | Krokodil                          | Lüerdissen unterhalb des Ithkammes, südöstlich von Dielmissen, nordöstlich von Lüerdissen (51° 57′ 58″ N, 9° 38′ 31,6″ O)                                                                                | Klippe | Bedeutung für Wissenschaft, Natur und Heimatkunde | ND-HOL 010 |
| BW              | Twägerstein                       | Lüerdissen unterhalb des Ithkammes, nordöstlich von Lüerdissen, nordwestlich der Ith-Siedlung (51° 57′ 56,9″ N, 9° 38′ 32,6″ O)                                                                          | Klippe | Bedeutung für Wissenschaft, Natur und Heimatkunde | ND-HOL 011 |
| BW              | Teufelsküche                      | Eschershausen Scharfoldendorf unterhalb des Ithkammes, nordöstlich von Lüerdissen, westlich der Ith-Siedlung, direkt südlich der B240 an der Kurve (51° 57′ 37,9″ N, 9° 38′ 49,8″ O)                     | Klippe | Bedeutung für Wissenschaft, Natur und Heimatkunde | ND-HOL 012 |
| BW              | Kinderhöhle                       | Holzen unterhalb des Ithkammes, nördlich von Holzen (Holzener Klippen) (51° 56′ 29,4″ N, 9° 40′ 10,6″ O)                                                                                                 | Höhle, Klippe | Bedeutung für Wissenschaft, Natur und Heimatkunde | ND-HOL 017 |
| BW              | Töpferhöhle                       | Holzen unterhalb des Ithkammes, nördlich von Holzen (Holzener Klippen) (51° 56′ 31,2″ N, 9° 40′ 7″ O) | Höhle, Klippe | Bedeutung für Wissenschaft, Natur und Heimatkunde | ND-HOL 018 |
| BW              | Nasensteinhöhle                   | Holzen unterhalb des Ithkammes, nördlich von Holzen (Holzener Klippen) (51° 56′ 32,3″ N, 9° 40′ 4,8″ O)                                                                                                  | Höhle, Klippe | Bedeutung für Wissenschaft, Natur und Heimatkunde | ND-HOL 019 |
| BW              | Soldatenhöhle                     | Holzen unterhalb des Ithkammes, nördlich von Holzen (Holzener Klippen) (51° 56′ 33″ N, 9° 40′ 3,4″ O) | Höhle, Klippe | Bedeutung für Wissenschaft, Natur und Heimatkunde | ND-HOL 020 |
| BW              | Rothesteinhöhle                   | Holzen unterhalb des Ithkammes, südlich des Segelfluggeländes (51° 56′ 47,8″ N, 9° 39′ 40,7″ O) | Höhle, Klippe | Bedeutung für Wissenschaft, Natur und Heimatkunde | ND-HOL 021 |
| BW              | Linde                             | Lüerdissen auf dem Hammelberg nordöstlich von Oelkassen (51° 56′ 42,1″ N, 9° 36′ 48,2″ O) | | Eigenart und Schönheit                            | ND-HOL 036 |
| BW              | Linde                             | Eschershausen Wickensen; an der B64 im Bereich der Straßeneinmündung zwischen den Häusern Nr. 17 und Nr. 19 (51° 55′ 5,2″ N, 9° 39′ 59″ O)                                                               | | Seltenheit, Eigenart und Schönheit                | ND-HOL 064 |
| BW              | Bergahorn                         | Holzen südlich des Segelfluggeländes vor der Rothesteinhöhle (51° 56′ 45,6″ N, 9° 39′ 39,6″ O) | | Seltenheit, Eigenart und Schönheit                | ND-HOL 084 |
| BW              | Dicke Buche                       | Holzen südlich des Segelfluggeländes vor der Rothesteinhöhle (51° 56′ 46,3″ N, 9° 39′ 42,1″ O) | | Seltenheit, Eigenart und Schönheit                | ND-HOL 085 |
| BW              | Dicke Eiche                       | Eschershausen am Waldrand westlich von Eschershausen (51° 55′ 54,5″ N, 9° 36′ 37,4″ O) | | Seltenheit, Eigenart und Schönheit                | ND-HOL 086 |
| BW              | Arboretum mit exotischen Gehölzen | Eschershausen südöstlich von Oelkassen am Kappenberg (51° 56′ 20,4″ N, 9° 36′ 58,3″ O) | 3 Tannen, 2 Japanische Großblatt-Magnolien, 6 Küsten-Douglasien, 4 Elsbeeren, 2 Gemeine Eiben, 2 Gewöhnliche Thuja, 12 Riesen-Thuja. Flächengröße 0,61 ha | Seltenheit, Eigenart und Schönheit                | ND-HOL 088 |
| BW              | 4 Buchen                          | gemeindefreies Gebiet am Waldrand östlich von Holzen direkt neben dem Ehrenmal (51° 56′ 11″ N, 9° 40′ 34,3″ O)                                                                                           | | Seltenheit, Eigenart und Schönheit                | ND-HOL 089 |
| Fotos hochladen | Lebensbäume und Zypressen         | Eschershausen alter Friedhof von Eschershausen östlich der Scharfoldendorfer Straße (B 240) (51° 55′ 55,9″ N, 9° 38′ 6,7″ O)                                                                             | Flächengröße 0,18 ha | Seltenheit, Eigenart und Schönheit                | ND-HOL 097 |
| BW              | Eiche                             | Lüerdissen Coersstraße 4, im westlichen Grenzbereich zu Coersstraße 2 (51° 57′ 5,7″ N, 9° 37′ 27,1″ O)                                                                                                   | | Seltenheit, Eigenart und Schönheit                | ND-HOL 110 |
| Fotos hochladen | Linde                             | Eschershausen Scharfoldendorf rechts neben dem Kapelleneingang (51° 56′ 18,1″ N, 9° 37′ 54,6″ O) | | Seltenheit, Eigenart und Schönheit                | ND-HOL 111 |
| BW              | Bärenhöhle                        | Eschershausen Scharfoldendorf nordwestlich des Segelfluggeländes Ith (51° 57′ 6,5″ N, 9° 39′ 23,8″ O) | Höhle | Bedeutung für Wissenschaft, Natur und Heimatkunde | ND-HOL 135 |
| BW              | Kelchstein                        | Holzen unterhalb des Ithkammes, westlich des Segelfluggeländes Ith (51° 56′ 53,9″ N, 9° 39′ 34,6″ O) | Klippe | Bedeutung für Wissenschaft, Natur und Heimatkunde | ND-HOL 136 |
| BW              | Umgestülpter Pferdehuf            | Lüerdissen unterhalb des Ithkammes, westlich der Ith-Siedlung (51° 57′ 46,4″ N, 9° 38′ 43,4″ O) | Klippe | Bedeutung für Wissenschaft, Natur und Heimatkunde | ND-HOL 137 |
| BW              | Linde                             | Eimen Vorwohle, unmittelbar nördlich der Kirche (51° 53′ 11,2″ N, 9° 43′ 44,3″ O) | | Eigenart und Schönheit                            | ND-HOL 169 |
| BW              | Kastanie                          | Dielmissen Hauptstraße 1, auf dem Grundstück des Gasthauses Angerkrug direkt neben der Straße „Am Eichenbrink“ (51° 57′ 55,9″ N, 9° 36′ 16,5″ O)                                                         | | Eigenart und Schönheit                            | ND-HOL 172 |
| BW              | Feldahorngruppe                   | Eimen im Außenbereich von Vorwohle, ca. 100 m südlich der Siedlung Wietholz (51° 53′ 13″ N, 9° 44′ 10,9″ O)                                                                                              | | Seltenheit, Eigenart und Schönheit                | ND-HOL 184 |
| BW              | Douglasie                         | gemeindefreies Gebiet Merxhausen ca. 800 m nördlich von Schießhaus, westlich der K47, südwestlich des Legabornteiches (51° 49′ 53,8″ N, 9° 34′ 6,2″ O)                                                   | | Seltenheit, Eigenart und Schönheit                | ND-HOL 187 |
| BW              | fünfstämmige Buche                | gemeindefreies Gebiet Merxhausen 1,8 km westlich von Schießhaus, nördlich des Forstweges „Alte Einbecker Straße“ im Kreuzungsbereich zum Forstweg „Spitzenhagenstraße“ (51° 49′ 43,3″ N, 9° 32′ 30,8″ O) | | Seltenheit, Eigenart und Schönheit                | ND-HOL 188 |
| BW              | Verwachsung von Buche mit Fichte  | gemeindefreies Gebiet Merxhausen ca. 1,7 km westlich von Merxhausen direkt südlich am Forstweg „Alte Einbecker Straße“ (51° 49′ 38,6″ N, 9° 36′ 49″ O)                                                   | | Seltenheit, Eigenart und Schönheit                | ND-HOL 189 |
| BW              | Eiche                             | Eschershausen ca. 1,8 km südöstlich von Holzen, östlich der Ackerflur „Lange Wiese“ an einer Hütte (51° 55′ 23,9″ N, 9° 41′ 25,6″ O)                                                                     | | Eigenart und Schönheit                            | ND-HOL 204 |
| BW              | 16 Fichten                        | Eschershausen ca. 1,6 km südlich von Osterbrak im Wabachtal, westlich des Forstweges „Steile Liethweg“ (51° 56′ 22,9″ N, 9° 35′ 2,8″ O)                                                                  | Flächengröße 0,22 ha | Seltenheit und Schönheit                          | ND-HOL 209 |

### Stadtoldendorf
| Bild            | Bezeichnung                      | Ort, Lage | Beschreibung | Schutzzweck                                       | Nummer     |
| --------------- | -------------------------------- | --- | --- | ------------------------------------------------- | ---------- |
| BW              | Zechsteinblöcke im Buchenbestand | Stadtoldendorf südwestlich des Jugendwaldheimes 25 Eichen (51° 53′ 59,1″ N, 9° 38′ 38,4″ O) | Steinbrüche und Gesteine | Bedeutung für Wissenschaft, Natur und Heimatkunde | ND-HOL 003 |
| BW              | Erdfall mit Hirschzungenfarn     | Stadtoldendorf Südhang des Kohlenberges, nördlich von Stadtoldendorf am Rande des Gipsabbaugebietes (51° 54′ 24,6″ N, 9° 38′ 1″ O) | Erdfälle und Dolinen; Flächengröße 0,44 ha | Bedeutung für Wissenschaft, Natur und Heimatkunde | ND-HOL 024 |
| BW              | 11 Eichen                        | Stadtoldendorf beim Jugendwaldheim (51° 54′ 4″ N, 9° 38′ 52,4″ O) | Flächengröße 0,54 ha; beim Jugendwaldheim 25 Eichen: a) 1 Eiche links der Zufahrt zum Jugendwaldheim; b) 6 Eichen zwischen dem Jugendwaldheim bis ca. 110 m nach Osten, 4 Eichen südlich des Waldsportplatzes und östlich des Forstweges Wickenser Straße | Eigenart und Schönheit                            | ND-HOL 078 |
| BW              | 2 Weißtannen                     | Stadtoldendorf nordöstlich vom Jugendwaldheim 25 Eichen (51° 54′ 6,8″ N, 9° 38′ 50,4″ O) | | Seltenheit und Schönheit                          | ND-HOL 080 |
| BW              | 2 Linden                         | Stadtoldendorf Baustraße 20, im westlichen Grundstücksbereich an einer Geländekante (51° 53′ 3,1″ N, 9° 37′ 17,4″ O) | | Seltenheit, Eigenart und Schönheit                | ND-HOL 114 |
| BW              | 2 Pyramideneichen                | Stadtoldendorf Baustraße 20, im östlichen Grundstücksbereich in einer Rasenfläche (51° 53′ 3,5″ N, 9° 37′ 19,9″ O) | | Eigenart und Schönheit                            | ND-HOL 115 |
| BW              | Schwarzpappel                    | Stadtoldendorf nördlich von Braak am Ostufer des Eberbaches (51° 52′ 53,3″ N, 9° 37′ 22,1″ O) | | Eigenart und Schönheit                            | ND-HOL 118 |
| BW              | Buche                            | Stadtoldendorf südöstlich von Stadtoldendorf auf dem Standortübungsplatz, nordöstlich vom ehemaligen Gut Giesenberg (51° 52′ 22,8″ N, 9° 38′ 53,2″ O)                                                                                          | | Eigenart und Schönheit                            | ND-HOL 119 |
| BW              | Eichengehölz mit Unterwuchs      | Stadtoldendorf beidseitig der Bahnlinie zwischen der Bahnunterführung der L583 bei Arholzen und einem stillgelegten Steinbruch vor Stadtoldendorf im Bereich der Flurbezeichnungen Heidwinkel und Meierbreite (51° 53′ 2,4″ N, 9° 36′ 16,9″ O) | Feldgehölz; Flächengröße 4,11 ha | Eigenart und Schönheit                            | ND-HOL 120 |
| BW              | 2 Eichen                         | Stadtoldendorf Friedhof Stadtoldendorf an der südlichen Grenze zur Straße „In den Eichäckern“ (51° 52′ 42,2″ N, 9° 37′ 18,8″ O) | | Eigenart und Schönheit                            | ND-HOL 121 |
| BW              | Eiche                            | Stadtoldendorf östlich von Stadtoldendorf und östlich der Lehnkämpe im Hägerholz (51° 53′ 13,9″ N, 9° 39′ 23,8″ O) | | Seltenheit, Eigenart und Schönheit                | ND-HOL 125 |
| BW              | 13 Eichen                        | südlich des Hooptals entlang eines Feldweges im Übergangsbereich zur Feldflur Heidwinkel (51° 53′ 13,4″ N, 9° 36′ 5,4″ O) | Flächengröße 0,59 ha | Eigenart und Schönheit                            | ND-HOL 126 |
| BW              | 7 Blutbuchen                     | Stadtoldendorf nordöstlich von Stadtoldendorf, nördlich der Tennisplätze am Mardieksweg (51° 53′ 26,4″ N, 9° 38′ 33,2″ O) | | Eigenart und Schönheit                            | ND-HOL 127 |
| BW              | 3 Ahorne, 1 Linde                | Stadtoldendorf südöstlich von Stadtoldendorf am Rande eines Quellbereiches (Tillholtensener Born) (51° 51′ 59,2″ N, 9° 38′ 29,6″ O) | | Eigenart und Schönheit                            | ND-HOL 128 |
| BW              | Fächerblattbaum                  | Stadtoldendorf im rückwärtigen nördlichen Gartenteil des Grundstückes Braaker Straße 11 (51° 52′ 53,3″ N, 9° 37′ 22,1″ O) | | Seltenheit                                        | ND-HOL 142 |
| Fotos hochladen | Eiche                            | Lenne Stadtoldendorfer Straße 20, direkt vor der ehemaligen katholischen Kirche St. Anna (51° 53′ 25,9″ N, 9° 40′ 56,9″ O) | | Eigenart und Schönheit                            | ND-HOL 168 |
| BW              | Ulme mit Efeu                    | Arholzen unmittelbar neben der L583 auf dem Grundstück „Hauptstraße 22“ (51° 52′ 0,7″ N, 9° 34′ 15,9″ O) | | Seltenheit, Eigenart und Schönheit                | ND-HOL 170 |
| Fotos hochladen | Linde                            | Arholzen nordwestlich von Schorborn an der K56 östlich der ehemaligen Bauschuttdeponie (51° 51′ 25,4″ N, 9° 34′ 19,4″ O) | | Eigenart und Schönheit                            | ND-HOL 180 |
| BW              | Weide                            | Stadtoldendorf südöstlich von Stadtoldendorf auf dem Standortübungsplatz, westlich vom ehemaligen Gut Giesenberg (51° 52′ 21,4″ N, 9° 38′ 46,4″ O)                                                                                             | Einzelbaum | Seltenheit, Eigenart und Schönheit                | ND-HOL 182 |
| BW              | Riesenschachtelhalmbestand       | Stadtoldendorf Südhang des Kohlenberges, nördlich von Stadtoldendorf am Rande des Gipsabbaugebietes (51° 54′ 20,2″ N, 9° 38′ 3,5″ O) | Sonstige Einzelpflanzen | Natur- und Heimatkunde                            | ND-HOL 193 |
| BW              | Eiche, Ahorn                     | Wangelnstedt Linnenkamp nordöstlich vor dem Wohnhaus Ortenshof 1 (51° 51′ 42,5″ N, 9° 40′ 11,7″ O) | | Eigenart und Schönheit                            | ND-HOL 196 |
| BW              |                                  | Deensen direkt am westlichen Zugang der Kirche (51° 51′ 40,5″ N, 9° 35′ 22,3″ O) | | Eigenart und Schönheit                            | ND-HOL 201 |
| BW              | Buche                            | Stadtoldendorf südöstlich von Stadtoldendorf auf dem Standortübungsplatz, ca. 250 m östlich vom ehemaligen Gut Giesenberg im Wald (51° 52′ 21,7″ N, 9° 39′ 1,8″ O)                                                                             | | Seltenheit und Schönheit                          | ND-HOL 211 |

## Holzminden
In der Stadt Holzminden sind 16 Naturdenkmale verzeichnet.
| Bild            | Bezeichnung                  | Ort, Lage | Beschreibung | Schutzzweck                                                               | Nummer     |
| --------------- | ---------------------------- | --- | --- | ------------------------------------------------------------------------- | ---------- |
| Fotos hochladen | Aussichtsfelsen mit Kastanie | Holzminden Hoher Weg 24, ca. 60 m nördlich des Gasthauses Felsenkeller auf einem Sandstein-Konglomerat-Felsen (51° 49′ 20,6″ N, 9° 27′ 24,1″ O)              | | Bedeutung für Wissenschaft, Natur und Heimatkunde, Eigenart und Schönheit | ND-HOL 001 |
| BW              | Dicke Eiche                  | gemeindefreies Gebiet im Nagelbachtal südwestlich von Schießhaus ca. 100 m nordöstlich der Wegeeinmündung „Langer Weg“ (51° 48′ 45″ N, 9° 32′ 20,4″ O)       | | Seltenheit, Eigenart und Schönheit                                        | ND-HOL 026 |
| BW              | Eiche                        | Neuhaus südöstlich von Mühlenberg, nordwestlich von Silberborn, ca. 30 m östlich der B 497 (51° 46′ 54,8″ N, 9° 31′ 21″ O)                                   | | Eigenart und Schönheit                                                    | ND-HOL 044 |
| BW              | Schnatbuchen                 | Neuhaus südöstlich von Lüchtringen (51° 46′ 27,8″ N, 9° 27′ 15,9″ O)                                                                                         | | Bedeutung für Natur und Heimatkunde                                       | ND-HOL 049 |
| BW              | Alperseiche                  | Neuhaus südöstlich von Lüchtringen an dem Forstweg Hasenwinkelstraße (51° 46′ 41,2″ N, 9° 27′ 0″ O)                                                          | | Eigenart und Schönheit                                                    | ND-HOL 056 |
| BW              | Buche                        | Holzminden Böntalstraße 7a, hinter dem ehemaligen Casino der Bundeswehr (51° 49′ 38″ N, 9° 27′ 17,6″ O)                                                      | | Seltenheit, Eigenart und Schönheit                                        | ND-HOL 077 |
| BW              | Fichte                       | Fohlenplacken Ortsmitte, westlich der Holzminde (51° 45′ 51,1″ N, 9° 30′ 29,2″ O)                                                                            | | Seltenheit, Eigenart und Schönheit                                        | ND-HOL 099 |
| Fotos hochladen | Eiche                        | Holzminden vor dem Haus Altendorfer Straße 23 (51° 49′ 33,4″ N, 9° 27′ 51,9″ O)                                                                              | | Eigenart und Schönheit                                                    | ND-HOL 132 |
| BW              | Blutbuche                    | Holzminden Neue Straße 13a, an der Grenze zu Neue Straße 9–11 (51° 49′ 46″ N, 9° 27′ 3,5″ O)                                                                 | | Seltenheit, Eigenart und Schönheit                                        | ND-HOL 134 |
| Fotos hochladen | Eichenallee Neuhaus          | Neuhaus (51° 44′ 43,1″ N, 9° 31′ 38,8″ O) | Flächengröße 5,52 ha. Geschützt sind 133 Eichen. Am südöstlichen Ortsrand von Neuhaus beginnend auf einer Länge ca. 1,1 km beidseitig des Forstweges „Eichenallee“; im Bereich des Wildparks Neuhaus als Baumgruppe ausgebildet; hier befinden sich 11 Eichen innerhalb des Wildparkgeländes | Seltenheit, Eigenart und Schönheit                                        | ND-HOL 144 |
| Fotos hochladen | 2 Eichen                     | Neuhaus nördlich des Hauses des Gastes in einer Rasenfläche (51° 45′ 7,9″ N, 9° 31′ 22,4″ O)                                                                 | | Seltenheit, Eigenart und Schönheit                                        | ND-HOL 145 |
| BW              | Bergahorn                    | Silberborn ca. 3,0 km nordöstlich von Silberborn, ca. 3,5 km südwestlich von Hellental, am nördlichen Rand des Hülsebruchs (51° 47′ 26,9″ N, 9° 34′ 25,3″ O) | | Seltenheit, Eigenart und Schönheit                                        | ND-HOL 161 |
| Fotos hochladen | Eiche                        | Neuhaus am südöstlichen Ortsrand von Neuhaus vor dem Haus „Eichenallee 14“ (51° 44′ 59,7″ N, 9° 31′ 28,7″ O)                                                 | | Eigenart und Schönheit                                                    | D-HOL 166  |
| BW              | Blutbuche                    | Holzminden im westlichen Bereich der „Parkanlage Kauffmannsgarten“ (51° 49′ 37,6″ N, 9° 27′ 24″ O)                                                           | | Seltenheit, Eigenart und Schönheit                                        | ND-HOL 183 |
| BW              | Hemlocktanne                 | Holzminden Stadtpark, ca. 17 m östlich des Thomaskirchweges (51° 48′ 31,7″ N, 9° 26′ 57,1″ O)                                                                | | Seltenheit und Schönheit                                                  | ND-HOL 192 |
| BW              | Douglasie                    | Holzminden Stadtpark, ca. 220 m östlich des Thomaskirchweges, ca. 35 m westlich des Denksteines (51° 48′ 31,3″ N, 9° 27′ 7,2″ O)                             | | Seltenheit und Schönheit                                                  | ND-HOL 194 |